# Mohammed Aliyu Gusau
Mohammed Aliyu Gusau né le 18 mai 1943 à Gusau dans l'État de Zamfara est un homme politique et militaire nigérian. Il est membre du People's Democratic Party et retraité de l'armée nigériane avec le grade de général. 
Lors du départ du président et général Ibrahim Babangida de la tête de l'État nigérian, Gusau alors conseiller pour la sécurité intérieure (National Security Adviser) influence avec succès Abacha pour qu'Ernest Shonekan, un ami de Gusau, soit nommé chef d'État le 25 août. Avant son départ, Babangida nomme Gusau au poste de chef d'État-major de l'armée nigériane. Le 26 août, Shonekan devient Président du gouvernement national intérimaire.
Le 17 novembre 1993, Gusau, Sani Abacha (secrétaire de la défense) et Oladipo Diya (Chef d'État-major de la défense) rentrent dans la villa de Shonekan et lui demandent de démissionner. Shonekan obtempère. Gusau remet peu après sa lettre de démission à la suite d'un désaccord avec le général Abacha qui a pris le pouvoir à Abuja. Il est remplacé par le Major General Mohammed Chris Alli à la tête des forces armées nigérianes. Jusqu'à la mort d'Abacha en 1998, Gusau est parfois mis sous surveillance et interdit de voyager.
Il a été l'éminence grise du président Olusegun Obasanjo lors de ses deux mandats élus et du président Ibrahim Babangida.
Gusau aide Obasanjo à remporter la présidentielle en 1999 et devient son conseiller pour la sécurité intérieure. Il démissionne de son poste en septembre 2010 et est remplacé par Andrew Azazi,le 4 octobre 2010.
Gusau se présente à l'investiture du PDP pour la présidentielle d'avril 2007 mais échoue lors des primaires du 16 décembre face à Umaru Yar'Adua.